# 尼崎市立常陽中学校
尼崎市立常陽中学校（あまがさきしりつ じょうようちゅうがっこう）は、兵庫県尼崎市西昆陽にある公立中学校。

## 沿革
- 1982年（昭和57年）11月8日 - 尼崎市立常陽中学校創立。

## 部活動

### 運動部
- 野球部
- 陸上競技部
- サッカー部
- 柔道部
- 女子バレーボール部
- バスケットボール部
- 女子バドミントン部

### 文化部
- 吹奏楽部
- 手芸部

## 校区
- 尼崎市立武庫北小学校
- 尼崎市立武庫の里小学校の校区の一部。

## 校区が隣接している学校
- 尼崎市立武庫中学校
- 尼崎市立武庫東中学校
- 伊丹市立松崎中学校
- 伊丹市立天王寺川中学校
- 西宮市立甲武中学校